# IC 1633
IC 1633 — галактика типу E1 () у сузір'ї Фенікс.
Цей об'єкт міститься в оригінальній редакції індексного каталогу.